# Paul Margueritte
Pour les articles homonymes, voir Margueritte.

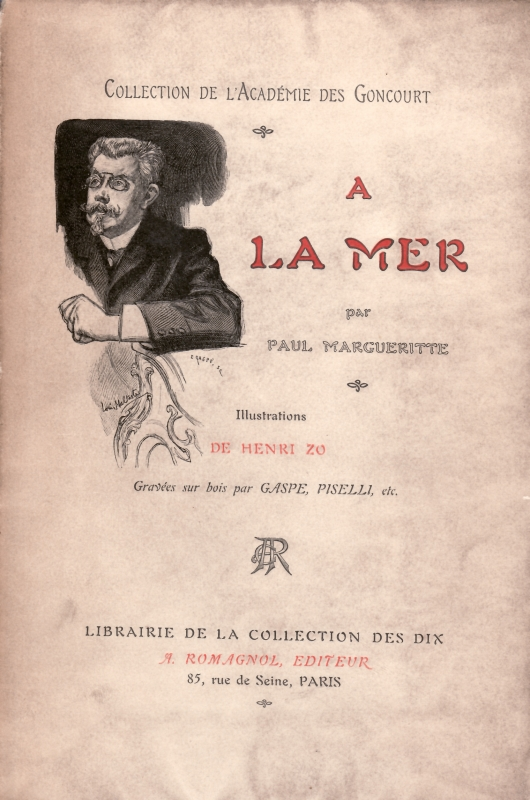
À la mer, 1906, portrait par Henri-Achille Zo.

Paul Margueritte (20 février 1860 à Laghouat, Algérie - 29 décembre 1918 à Hossegor, aujourd'hui Soorts-Hossegor, département des Landes) est un écrivain français, frère de Victor Margueritte, également écrivain.

## Biographie
Paul et son frère Victor sont les enfants du général Jean-Auguste Margueritte qui servit longtemps en Algérie. Paul publiera en 1886 une biographie et des lettres de son père.
Les deux filles de Paul, également romancières, écrivirent sous le nom de Lucie Paul-Margueritte (1886-1955) et d'Ève Paul-Margueritte (1885-1971).
Il figure parmi les dix membres de l'Académie Goncourt.
Il s'engage avec son frère dans la lutte pour l'égalité et le droit des femmes. Il publie notamment à ce sujet Adam, Ève et Brid'oison.
Adepte du naturalisme, il publie différents romans de ce genre : Tous Quatre, La Confession posthume, Pascal Géfosse ou encore Jours d'épreuves.
Les frères Margueritte étaient apparentés aux Mallarmé, par leur grand-père Victor Mallarmé (1803-1871), oncle de Stéphane Mallarmé.
Paul Margueritte vécut 56 rue Scheffer avec son frère Victor à partir de 1897 puis villa de Beauséjour (16e arrondissement de Paris).
Il est membre de l’Académie Goncourt et un des membres fondateurs, en 1919, de l’ Association littéraire des amis du lac d'Hossegor.

## Œuvres
- Pierrot assassin de sa femme (1882), pantomime[6]
- Mon père (1884)
- Tous quatre (1885) lire en ligne sur Gallica
- La confession posthume (1886) ; illustrations d'après les aquarelles de Laurent-Desrousseaux, lire en ligne sur Gallica
- Jours d'épreuve (1886)
- Pascal Gefosse (1887)
- Colombine pardonnée (1888), pantomime
- Le petit théâtre, théâtre de marionnettes (1888)
- Amants (1890)
- Maison ouverte (1890) lire en ligne sur Gallica
- La force des choses, (1890)
- Alger l'hiver, (1891)
- Bonne fortune, (1891)
- Éloge de Pierrot (1891)
- Le Cuirassier blanc (1892), nouvelle, ill. d'après les dessins de G. Conrad, lire en ligne sur Gallica
- Sur le retour (1892), illustrations d'après les dessins de Georges Conrad, lire en ligne sur Gallica
- Ma grande (1893), ; ill. d'après les aquarelles de Maurice Feuillet, lire en ligne sur Gallica
- La mouche (1893), nouvelles
- Âme d'enfant (1894)
- L'Avril (1894), nouvelle
- Fors l'honneur (1894)
- La tourmente (1894)
- Simple histoire (1895) lire en ligne sur Gallica
- Le jardin du passé (1895), souvenirs d'enfance
- L'Essor (1896), illustrations d'après les aquarelles de Mangonot, lire en ligne sur Gallica
- L'Eau qui dort (1896)
- Le Pacte (1897), comédie
- L'album secret (1900)
- Elémir Bourges (1905)
- À la mer (1906)
- Les pas sur le sable (1906), souvenirs d'enfance
- Les jours s'allongent (1908), souvenirs de jeunesse
- L'officer français, ce qu'il réclame (1908)
- La lanterne magique (1909)
- La Faiblesse humaine (1910)
- Les Fabrecé (1912), roman réaliste à tiroirs[7].
- La Maison brûle (1913)
- Les Sources vives (1913)
- La Flamme (1914)
- Nous, les mères (1914)
- L'autre lumière (1915)
- Contre les Barbares, 1914-1915 (1915)
- L'Embusqué (1916)  Roman patriotique et moralisateur, chronique d’un couple au cours de la Première Guerre mondiale. L’épouse d’un peintre qui multiplie les infidélités prend un amant qui se réfugie en Suisse au déclenchement du conflit pour échapper à ses obligations militaires. Elle répudie son amant qui refuse le sacrifice et retrouve son mari revenu du front grièvement blessé[8].
- L'immense effort, 1915-1916 (1916)
- Jouir (1918)
- Pour toi, patrie! (1918)
- Sous les pins tranquilles (1918)
- Adam, Ève et Brid'oison (1919) lire en ligne sur Gallica
- Le printemps tourmenté: Souvenirs littéraires 1881-1896 (1919) lire en ligne sur Gallica
- Au voleur ! Au voleur ! (1920), moralité en 2 actes
- Le sceptre d'or (1921)
- Tante Million (1925)
- La cité des fauves (1928)

### Avec son frère Victor
- La Pariétaire (1896)
- Le Carnaval de Nice (1897)

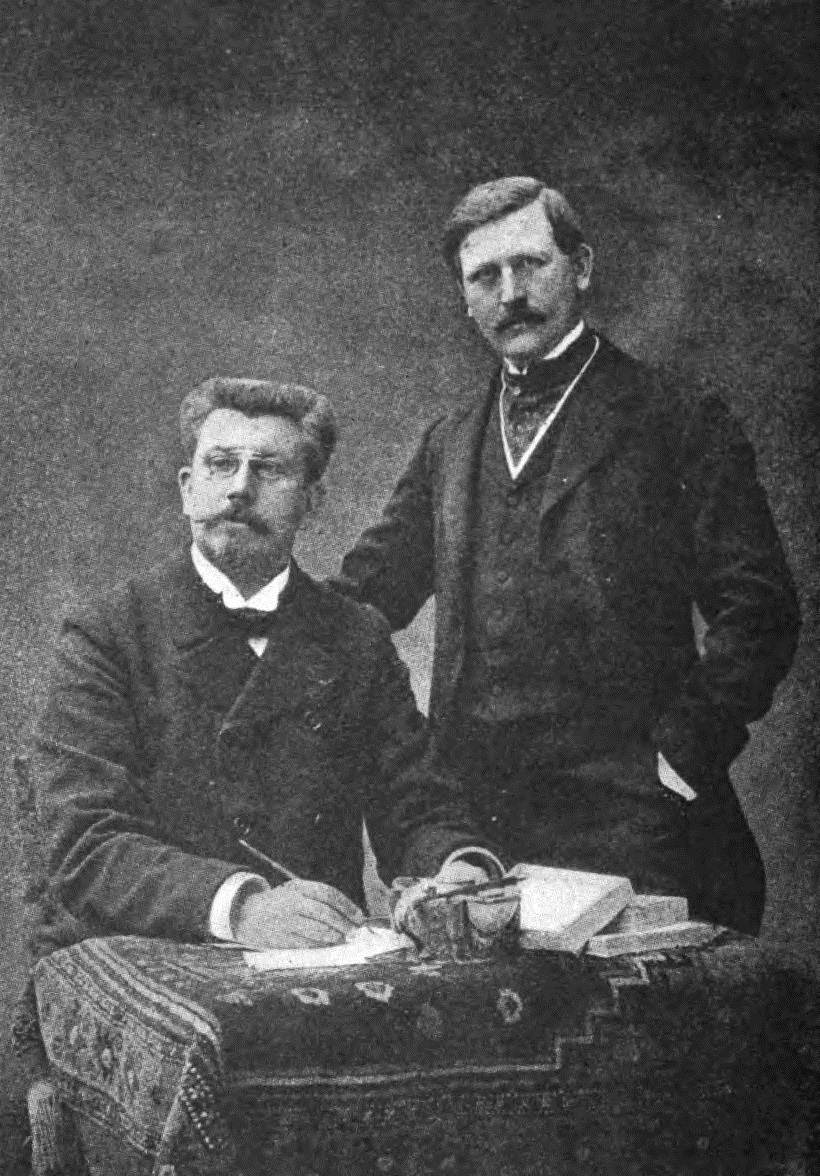
Paul et Victor Margueritte, atelier Nadar

- Poum, aventures d'un petit garçon (1897), recueil d'anecdotes de la vie d'un gamin secret et complexe, fils d'officier supérieur. Ce livre peut être rapproché d'un Poil de carotte mais chez les riches et pourrait préfigurer un Vipère au poing en plus lisse[9].
- Une époque (4 volumes, 1898-1904)
  - Vol. 1 Le Désastre (1898) : présentation de la guerre de 1870 à travers les déboires d'un officier d'état-major, Pierre Du Breuil ; le général Bazaine y est décrit comme un lâche ; l'écriture laisse paraître un antisémitisme larvé dans l'ambiance de la société)
  - Vol. 2 Les tronçons du glaive (1900)
  - Vol. 3 Les braves gens (1901)
  - Vol. 4 La Commune (1904)
- Femmes nouvelles (1899)
- Le Poste des neiges (1899)
- Mariage et Divorce (1900)
- Les Deux Vies (1902)
- Le Jardin du Roi (1902)
- L'Eau souterraine (1903)
- Zette, histoire d'une petite fille (1903)
- Histoire de la guerre de 1870-71 (1903)
- Le Prisme (1905)
- Quelques idées : le mariage libre, autour du mariage, pèlerins de Metz, l'oubli et l'histoire, les charges de Sedan, l'officier dans la nation armée, l'Alsace-Lorraine (1905)
- Le Cœur et la Loi, Paris, Théâtre de l'Odéon, 9 octobre 1905, pièce en 3 actes
- Sur le vif (1906)
- Vanité (1907)
- L'Autre, pièce en 3 actes, Paris, Comédie-Française, 9 décembre 1907
- L'eau souterraine (1910)
- Nos tréteaux. Charades de Victor Margueritte. Pantomimes de Paul Margueritte (1910)

## Citation
- « On médit plus d’un ami que d’une ennemie : on le connaît mieux », qu'on lui attribue à tort, car elle est de sa fille Lucie, dans Paillettes[10].